# Евдошенко, Василий Михайлович
Василий Михайлович Евдошенко (17 марта 1924 — 16 июля 2003) — майор Советской Армии, участник Великой Отечественной войн, Герой Советского Союза (1944).

## Биография
Родился 17 марта 1924 года в селе Бобрава (ныне — Ракитянский район Белгородской области). Получил неполное среднее образование, после чего работал в колхозе. В октябре 1941 года оказался в оккупации, после освобождения в марте 1943 года был призван в армию и направлен на фронт Великой Отечественной войны. Принимал участие в боях на Воронежском и 1-м Украинском фронтах. Два раза был ранен. К октябрю 1943 года красноармеец Василий Евдошенко был сапёром 392-го отдельного сапёрного батальона 232-й стрелковой дивизии 38-й армии Воронежского фронта. Отличился во время битвы за Днепр.
3 октября 1943 года, несмотря на массированный огонь вражеских пулемётов, артиллерии и миномётов, успешно переправился через Днепр в районе Вышгорода. Несмотря на ранение, он сумел найти и за два рейса доставить на восточный берег четыре рыбацких лодки. В ночь с 3 на 4 октября он участвовал в переправе советских бойцов и командиров до тех пор, пока не был тяжело ранен и отправлен в госпиталь.
Представлен к званию Героя Советского Союза за мужество и героизм, проявленные при форсировании Днепра. Указом Президиума Верховного Совета СССР «О присвоении звания Героя Советского Союза генералам, офицерскому, сержантскому и рядовому составу Красной Армии» от 10 января 1944 года за «образцовое выполнение боевых заданий командования на фронте борьбы с немецко-фашистскими захватчиками и проявленные при этом отвагу и геройство» был удостоен высокого звания Героя Советского Союза с вручением ордена Ленина и медали «Золотая Звезда».
После окончания войны продолжил службу в Советской Армии. В 1947 году он окончил Ленинградское военно-инженерное училище, в 1952 году — курсы усовершенствования офицерского состава. С 1965 года проживал и служил в Серпухове. В 1970 году уволен в запас звании майора.
Умер 16 июля 2003 года, похоронен на Ивановском кладбище Серпухова.
Был также награждён орденами Отечественной войны 1-й степени и Красной Звезды, рядом медалей.
Память
Бюсты Евдошенко установлены в Ракитном и Бобраве.